# Храм Януса
Храм Януса — був колись на римському форумі храм дволикого бога Януса у вигляді подвійної дуги над Арґілетумом, що знаходився між базилікою Емілією і курією.
Усередині храму знаходилася бронзова статуя Януса, невелика прямокутна будівля мала двоє дверей, які залишалися відкритими під час війни і закривалися в часи миру. Плутарх повідомляє, що «Останнє траплялося дуже рідко, бо імперія постійно вела війни, в силу величезних своїх розмірів безперервно обороняючись від варварських племен, що її оточують.». Руїни храму не збереглися, однак є зображення на монетах імператора Нерона.
Ворота храму закривалися:
- Нумою Помпілієм
- В консульство Тита Манлія, після завершення Першої Пунічної війни
- Після битви при Акції, двері храму були закриті на знак закінчення тривали майже сто років громадянських воєн і настанні Pax Romana.
- За правління Нерона
- При Веспасіані